# آلاچیق

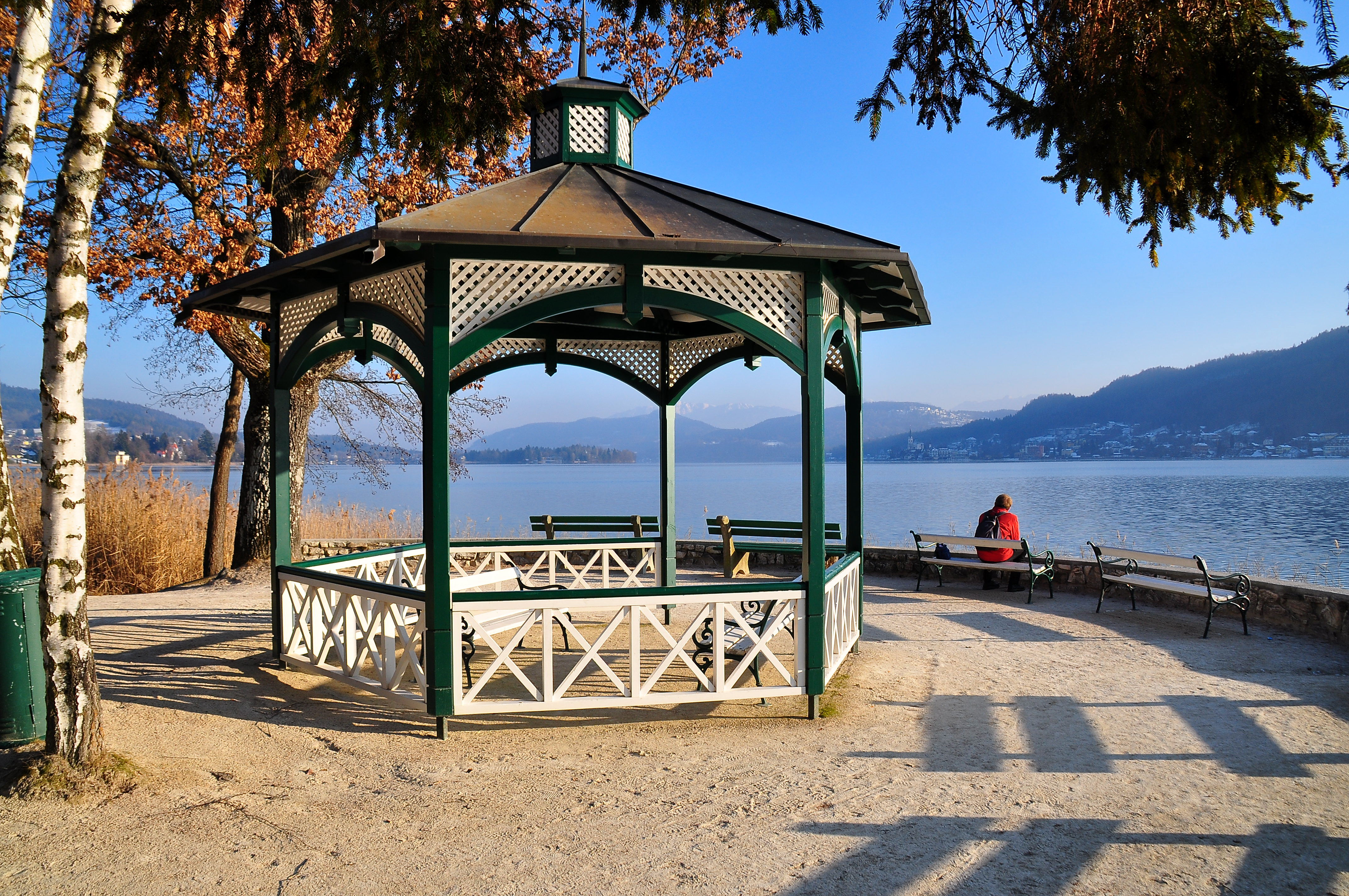
آلاچیقی در شبه‌جزیره پورچاخ در کنار دریاچه وورت، کارینتیا، اتریش.

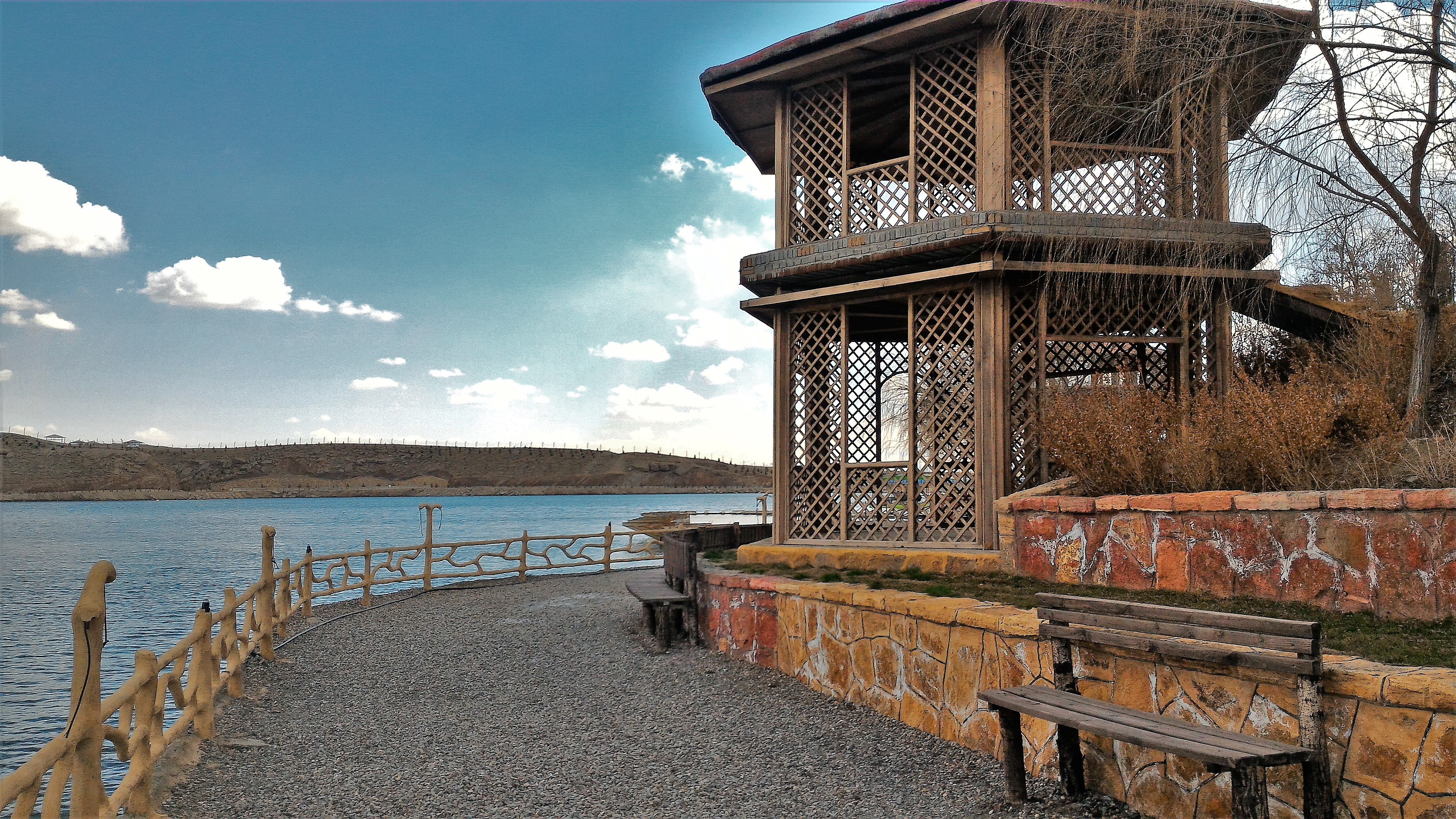
یک آلاچیق دو طبقه چوبی در سد امند تبریز.

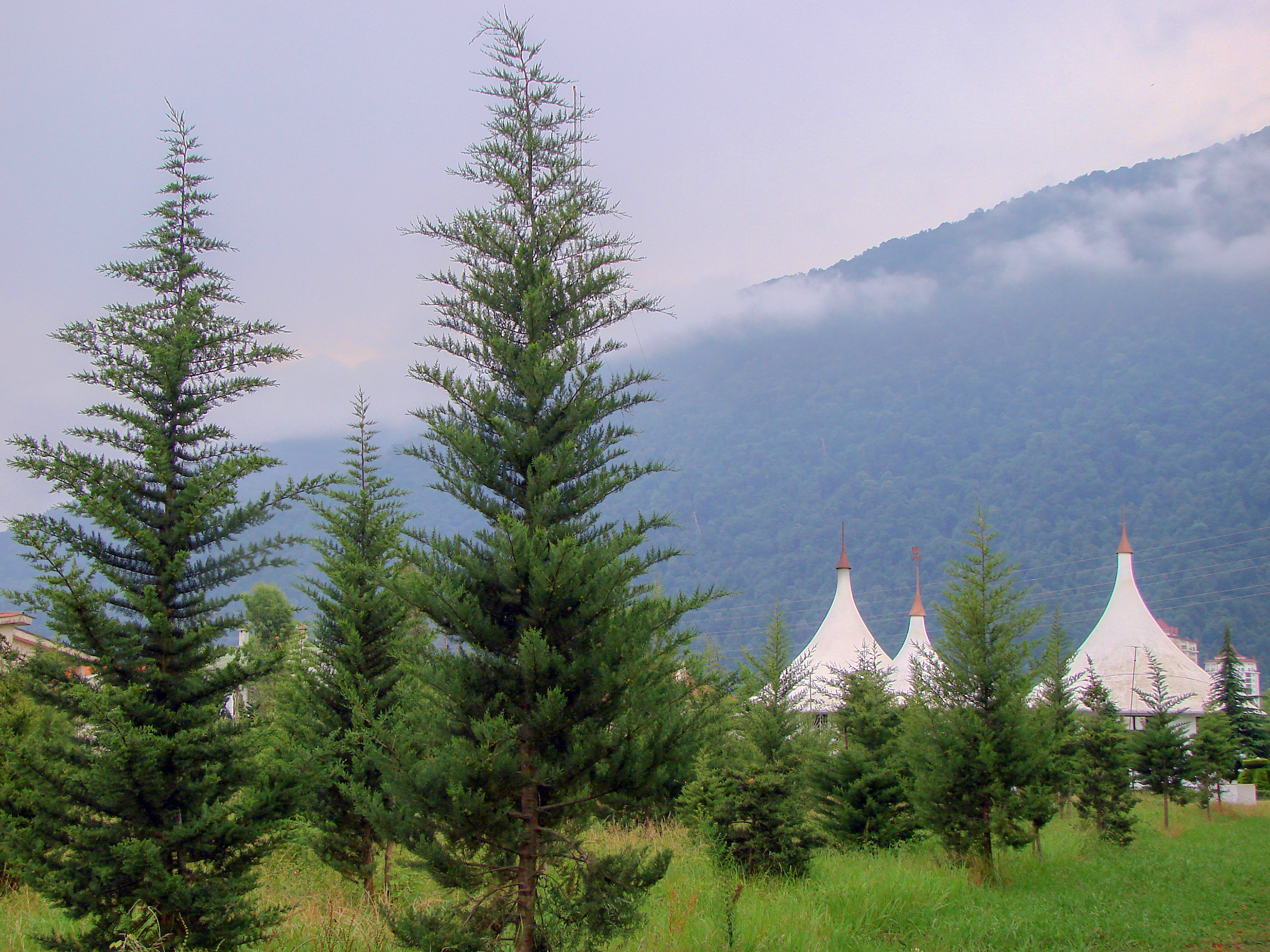
چند آلاچیق در شهرک توریستی تفریحی نمک آبرود مازندران

آلاچیق یا تارَم (به انگلیسی: Gazebo)، سازه‌ای چوبی یا فلزی است که در گوشه باغ‌ها، پارک‌ها یا باغچه‌ها قرار داده می‌شود و به عنوان سرپناهی برای نشستن در هوای باز استفاده می‌شود. این سازه‌ها معمولاً دارای گنبد هستند و اطرافشان باز است.
نام فارسی این سازه تارم است که در متون قدیمی بیشتر به صورت طارم نوشته شده است ولی آلاچیق که واژه‌ای ترکی است رواج بیشتری دارد.
در غرب آلاچیق‌ها بیشتر سده نوزدهم در باغ‌های افراد ثروتمند دیده می‌شد و معمولاً در پیرامون آن‌ها گل‌کاری انجام می‌شد. امروزه آلاچیق‌های چوبی پیش‌ساخته را می‌توان از فروشگاه‌های وسایل باغچه خریداری کرد و در حیاط خانه قرار داد.
در ساخت آلاچیق از چه متریال‌هایی استفاده می‌شود؟
آلاچیق پیش از هر چیز نیاز به یک سازه دارد که عموماً این سازه از فلز یا چوب است، از آنجایی که آلاچیق در فضای باز استفاده می‌شود باید به یادداشت که در صورت استفاده از فلز از رنگ‌های اپوکسی یا رنگ‌های پوشش دریایی برای کاور کردن استفاده شود و در صورتی که از چوب استفاده می‌کنیم حتماً چوب ترمو باشد.
بخش مهم آلاچیق، سقف آن است که بسته به نوع طراحی از متریال‌های مختلف استفاده می‌شود. برای مثال در صورتی که سقف شیبدار است، نیازمند آهن کشی است تا پوشش سقف شیبدار بر روی آن اجرا شود و در صورتی که سقف شیبدار نباشد - عموماً در آلاچیق‌هایی با طراحی مدرن - در بخش‌های سرپوشیده می‌بایست از فلاشینگ و در بخش‌های نیمه باز می‌توان از ترمووود استفاده کرد.
بخش بعدی دیواره آلاچیق است، گاهی هیچ دیواره‌ای در کار نیست و صرفاً بخش‌هایی از سازه در دیواره قرار دارند و گاهی نیز از دیواره سبز که توسط گیاه پوشیده شده‌استفاده می‌شود، همچنین استفاده از چوب و شیشه نیز در دیواره آلاچیق کاربرد دارد.

## انواع آلاچیق

### ۱- آلاچیق‌های فلزی
این نوع آلاچیق‌ها معمولاً در داخل پارک‌های شهری مورد استفاده قرار می‌گیرد، دارای دوام و مقاومت بالایی بوده، معمولاً بازیافت پذیر می‌باشند و شکل‌دهی به آن‌ها راحت‌تر است. سقف این نوع آلاچیق‌ها معمولاً از ورقه‌های فلزی یا سفال می‌باشد.

### ۲- آلاچیق‌های چوبی
همان‌طور که از نام این نوع آلاچیق‌ها مشخص است، جنس مواد مورد استفاده شده در آن‌ها چوبی می‌باشد. آلاچیق‌های چوبی معمولاً در جنگل‌ها و سواحل دریا مورد استفاده قرار می‌گیرند تا با محیط همخوانی داشته و احساس بهتری به ساکنین آن انتقال دهد. به دلیل داشتن رطوبت بالا جنس چوب از نوع درختان جنگلی مورد استفاده قرار گرفته و با استفاده از لایه‌های پلاستیکی که به صورت بی‌رنگ روی آن‌های قرار می‌گیرد، محافظت می‌شوند.

### ۳- آلاچیق‌های ترکیبی
بیشترین نوع آلاچیق‌های از این نوع بوده و در ساخت آن‌ها از مواد اولیه مختلف مانند: آهن، چوب، آلومینیوم، شیشه، سرامیک، سفال و… استفاده می‌شود. به دلیل زیبایی ظاهر و دوام بالا، این نوع از آلاچیق‌ها دارای بیشترین کاربرد بوده و بسته به نوع محیط، میزان مواد اولیه مورد استفاده در آن‌ها متفاوت می‌باشد. آلاچیق‌های ترکیبی در ویلا و باغ‌های شخصی، پارک‌های شهری، جنگل‌ها و سواحل و… کاربرد داشته و در کنار ظاهر شیک و زیبا، از دوام و طول عمر بالایی نیز برخوردار هستند.